# Середейський
Середейський (рос. Середейский) — смт в Сухиницькому районі Калузької області Російської Федерації.
Населення становить 1766 осіб. Входить до складу муніципального утворення Селище Середейський.

## Історія
Від 2004 року входить до складу муніципального утворення Селище Середейський

## Населення
| 1959  | 1970  | 1979  | 1989  | 2002  | 2009  | 2010  |
| ----- | ----- | ----- | ----- | ----- | ----- | ----- |
| 3207  | ↘2884 | ↘2637 | ↘2522 | ↘1948 | ↘1679 | ↗1819 |
| 2012  | 2013  | 2014  | 2015  | 2016  | 2017  | 2018  |
| ↘1788 | ↘1772 | ↘1727 | ↗1751 | ↘1718 | ↗1724 | ↘1721 |
| 2019  | 2020  | 2021  | 2022  |       |       |       |
| ↘1695 | ↘1692 | ↘1670 | ↗1687 |       |       |       |